# Renault EG
 (juillet 2019).
Si vous disposez d'ouvrages ou d'articles de référence ou si vous connaissez des sites web de qualité traitant du thème abordé ici, merci de compléter l'article en donnant les références utiles à sa vérifiabilité et en les liant à la section « Notes et références ».
Le Renault EG est un tracteur d'artillerie lourd proposé à l'Armée française par le constructeur français Renault en 1914. Il sera produit jusqu'en 1918.

## Historique

### Lancement
En 1911, peu avant le début de la Première Guerre mondiale, pour remplacer les animaux utilisés pour tirer les charges lourdes sur route et les champs de bataille, l'Armée française recherche un véhicule capable de tracter les pièces d'artillerie sur tous les terrains d'intervention.
Un concours est lancé en mars 1913. Le Ministère de la Guerre en avait fixé le programme : « Les camions ne doivent pas dépasser 7,5 tonnes dont 2 de charge utile, rouler à la vitesse moyenne de 8 km/h en tractant 15 tonnes et être capables de gravir, sans remorque, une pente de 18 %. ». Deux constructeurs sont candidats : Panhard & Levassor en collaboration avec Châtillon-Commentry propose le Châtillon-Panhard et Latil présente le TAR qui se démarqua et qui remportera la préférence des militaires. Étrangement, aucune commande ne sera passée à la suite de ce concours.
Un second concours est organisé en 1914. Renault s'engagea et fabriqua l'EG ainsi qu'un modèle plus léger, le FB mais cette version ne fut pas retenue et abandonnée car trop légère. Schneider se lança également dans l'aventure. Le concours voit donc 4 candidats, avec toujours le Châtillon-Panhard et le Latil TAR. À nouveau, le Latil TAR est en première position, qui viendra ensuite le Châtillon-Panhard puis le Renault EG. Malgré ces résultats, l'EG sera quand même retenu par l'Armée avec le lancement de la Première Guerre Mondiale. Le Latil TAR équipera principalement l'armée française. Quelques rares exemplaires du Châtillon-Panhard auront également été commandés.

### L'EG durant la Première Guerre mondiale

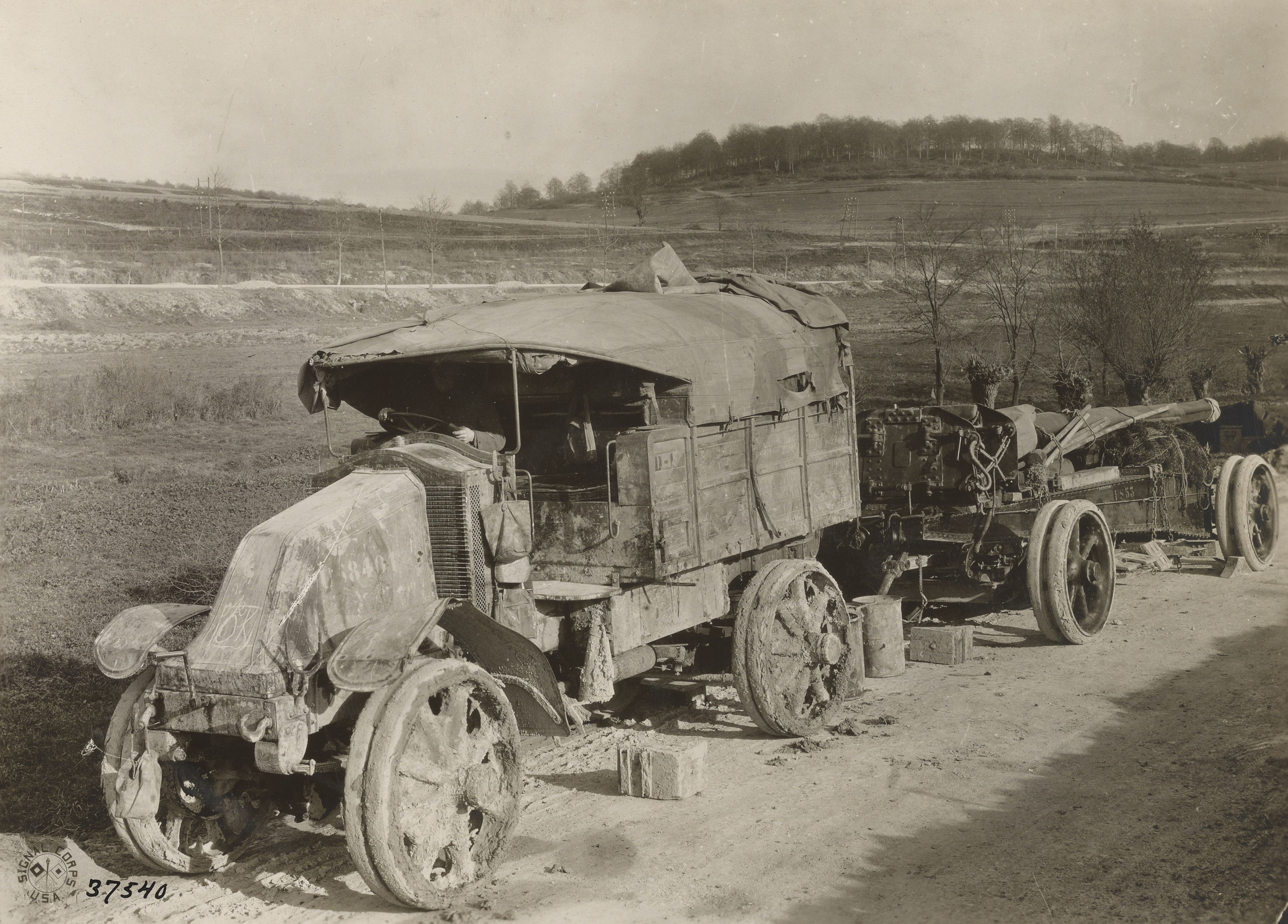
Renault EG tractant un canon.

L'État-major passe une première commande. La production sera très lente à démarrer et face aux besoins de l'Armée, c'est une petite commande d'une cinquantaine de Châtillon-Panhard qui va permettre à l'Armée française de monter vers le front lors de la première bataille de la Marne. L'enlisement de la Première Guerre mondiale change la donne et amplifie le besoin en tracteurs d'artillerie, si bien que l'EG sera produit à 978 exemplaires tout au long du conflit.

### Entre-deux-guerres

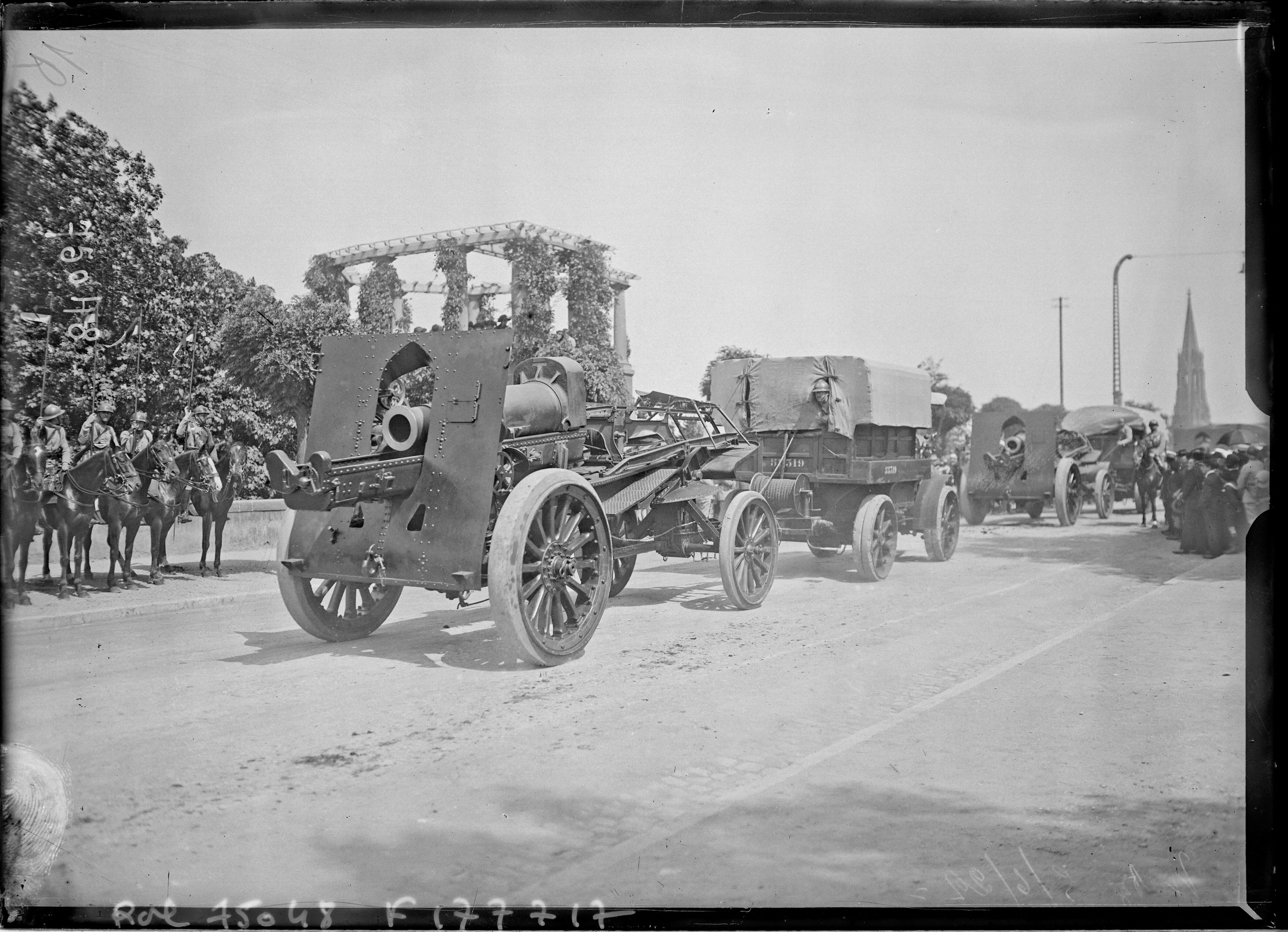
Renault EG tractant des canons de 155 mm courts modèle 1917 à Metz en 1922.

L'EG va rester durant de longues années en dotation au sein de l'armée française, jusqu'à la débâcle de juin 1940. Les rares exemplaires ayant survécu aux deux guerres font partie de collections dédiées à la Première Guerre Mondiale.
En mars 1924, l'armée française aurait voulu acquérir un modèle plus puissant et plus rapide que l'EG. Renault présenta un prototype qui s'avéra ne pas être meilleur, voire pire. Le projet fut abandonné et Renault n'a plus jamais produit de tracteur d'artillerie[réf. nécessaire].

### Résumé du Renault EG
- 1914 : création d'un prototype puis production des premiers modèles.
- 1918 : arrêt définitif.

| Générations              | Production      | Dérivés    | Modèles similaires            |
| ------------------------ | --------------- | ---------- | ----------------------------- |
| Renault EG (1914 - 1918) | 978 exemplaires | Renault FB | Latil TAR ; Châtillon-Panhard |

## Caractéristiques
Le Renault EG est un tracteur d'artillerie lourd à quatre roues motrices et directionnelles, plus puissant que ses principaux rivaux avec son moteur quatre cylindres de 8,5 litres de cylindrée développant 46 ch. Deux exemplaires ont été mis à la disposition de l'armée française pour le « Concours Militaire 1914 ». Comme ses concurrents, il satisfait aux tests de traction et de franchissement mais sa vitesse sur route plafonne à 16 km/h et sur terrain difficile, il peine à avancer plus vite qu'un piéton.

### Moteur
L'EG et le FB recevront une motorisation différente en essence. Les deux seront équipés d'un quatre cylindres en ligne (L4) de la marque Renault[réf. nécessaire].
| Modèle                     | Construction | Moteur + Nom                 | Norme Euro   | Cylindrée         | Performance                 | Couple               | Vitesse maxi                            | Consommation + CO2    |
| -------------------------- | ------------ | ---------------------------- | ------------ | ----------------- | --------------------------- | -------------------- | --------------------------------------- | --------------------- |
| Renault EG Série           | 1914 - 1918  | 4 cylindres en ligne Renault | Aucune norme | 8 490 cm3 (8,5 L) | 42 kW (57 ch) à 1400 tr/min | ... N m à ... tr/min | 16 km/h (à vide) 6 / 8 km/h (en charge) | ... l/100 km ... g/km |
| Renault FB Prototype léger | 1914         | 4 cylindres en ligne Renault | Aucune norme | 7 800 cm3 (7,8 L) | 33 kW (45 ch) à 1400 tr/min |                      |                                         |                       |